# Obole (monnaie)
Pour les articles homonymes, voir Obole.
L'obole est une unité monétaire qui a eu cours dans la Grèce antique, puis dans l'Europe du Moyen Âge et particulièrement en France jusqu'à la Révolution. 

## L'obole antique

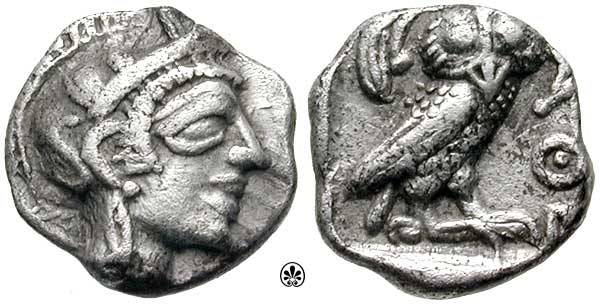
Obole athénienne postérieure à 449 av. J.-C.

### Dans le monde grec
L’obole (en grec ancien ὀϐελός / obelós et en attique ὀϐολός / obolós, d'abord « broche ») est une monnaie de la Grèce antique valant un sixième de drachme.
Dans l’étalon monétaire athénien, l’obole pèse 0,72 g. Elle est divisée en huit chalques. Dans l’étalon éginétique, utilisé dans le Péloponnèse, l’obole pèse 1,04 gramme et est divisée en 12 chalques. Elle est d'abord frappée en argent puis, à partir de l’époque hellénistique, en bronze. Selon Plutarque, les Spartiates utilisent à la période classique une monnaie en fer. Il explique également l’étymologie des mots « obole » (broche) et « drachme » (poignée) : par le passé, les Grecs utilisaient comme monnaie des barres en fer et en bronze.
Voici les multiples et les subdivisions de l'obole : 
- tétrobole - 4 oboles
- triobole (ou hémidrachme) - 3 oboles
- diobole - 2 oboles
- obole
- trihémiobole - 1 ½ obole
- tritartémorion - 3/4 obole
- hémiobole - 1/2 obole
- trihémitartémorion - 3/8 obole
- tétartémorion - 1/4 obole
- hémitartémorion - 1/8 obole ( = 1 chalque)

Selon le rite funéraire grec, on devait placer dans la bouche des morts une obole pour leur permettre de payer à Charon le passage du Styx. Ceux qui ne pouvaient pas payer étaient condamnés à errer sur les berges du Styx durant cent ans.

### Dans le monde romain
Dans le système monétaire romain l'obole valait un quarante-huitième de l'once, soit 0,57 gramme d'or, mais ne prit jamais la forme d'une monnaie métallique.

## L'obole médiévale et moderne

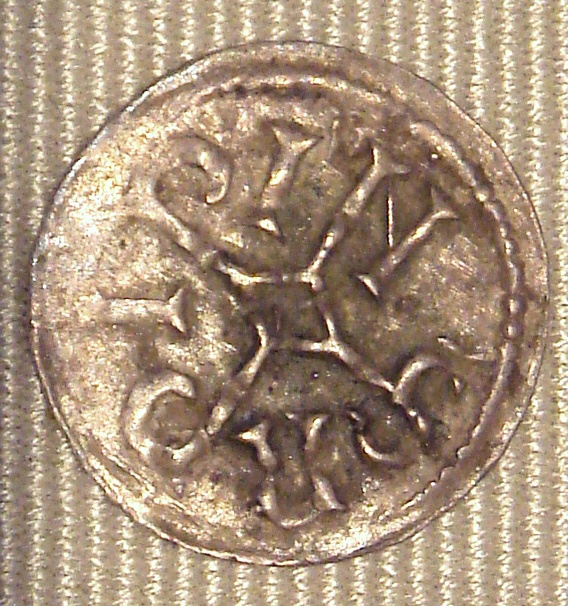
Obole de Pépin d'Aquitaine (845-848 apr. J.-C.)

L’obole médiévale (en latin, obolus, mot masculin), équivalant à la maille qui lui est ultérieure, est une valeur de compte et une monnaie d'argent ou de cuivre divisionnaire du denier, dont elle vaut la moitié. Elle suit donc la fluctuation des deniers tant en valeur qu’en poids ou en titre de métal précieux. Son abréviation dans les textes est un o barré, ou bien les deux lettres ob.

### Au Moyen Âge
Longtemps on a cru que l’obole avait été une création du IXe siècle mais les recherches récentes ont montré que des oboles ont existé dès la fin de la période mérovingienne et au début de la période carolingienne. Ces oboles du VIIIe siècle ont la particularité d’être bractéates et unifaces contrairement à la tradition française postérieure où elles sont, dès le IXe siècle, d’un diamètre moindre que les deniers mais frappées sur les deux faces.

### Sous l'Ancien Régime
En France l'obole valait 4/8 de denier, la pite 2/8 et la semi-pite 1/8. Après avoir énoncé les livres, sols et deniers, on énonçait les fractions en denier en oboles, pites et semi-pites.  
À partir du XVIIe siècle, comme le denier, et par suite l'obole, avaient connu une dévaluation continuelle tout au long du Moyen Âge, le mot s'est employé au sens de « somme d'argent minime », puis, à partir du XIXe siècle, au sens de « présent de peu de valeur ».
L'obole ionienne est la monnaie de la république des îles Ioniennes, entre 1819 et 1863.